# Anna Fiedlerová
Anna Fiedlerová (rozená Anna Janková; 7. února 1841 Dvůr Králové nad Labem – 13. května 1919, Praha) byla česká fotografka, majitelka významného pražského ateliéru v období 1870–1890 a průkopnice portrétní fotografie v Praze. Její manžel byl Hynek Fiedler, akademický malíř a fotograf.

## Životopis
Anna Janková se narodila 7. února 1841 ve Dvoře Králové nad Labem do rodiny lékaře. Její pozdější muž, Hynek Fiedler v září roku 1863 zahájil v Písku své podnikatelské aktivity společně s kolegou z akademie Adolfem Pechem, ale asi po půl roce svou fotografickou práci přerušil. Následně odešel do Prahy, kde bydlel na Václavském náměstí v čp. 784, kde od května 1864 provozoval fotoateliér jeho bývalý společník z Písku A. Pech. Zprvu u něj Fiedler pracoval, později živnost převzal a A. Pech v ateliéru po tři roky působil jako zaměstnanec. Malbou kulis se v ateliéru údajně zabýval dekoratér Jan Duchoslav a od roku 1866 zde byl zaměstnán po čtyři roky Jan Mulač.
Úspěšně rozvíjející se živnost přerušil náhlý skon Hynka Fiedlera, po jeho smrti vedla ateliér od roku 1870 Anna Fiedlerová, jako vdova se třemi dětmi. Nikdy se již neprovdala, bydlela pořád na stejném místě. Pod jménem Hynka Fiedlera ateliér dál produkoval portréty, výjimečně místopisné snímky a dokumenty.
Podle výzkumu Pavla Scheuflera v letech 1878 a 1884 Pražské adresáře uváděly jako majitele ateliéru nikoli Annu Fiedlerovou, jež ateliér prokazatelně úředně vedla, ale blíže neznámého Jindřicha Fiedlera. Fotografa tohoto jména živnostenský rejstřík ani další prameny neznají. Stylová různorodost většinou mírně nadprůměrně kvalitních portrétů z produkce ateliéru naznačuje možnost střídání operatérů. Podle Vladimíra Albrechta, který ve svém Jubilejním ceníku roku 1930 zaznamenal vzpomínky fotografů, „nějaký čas“ závod vedl Hynek Rachota a po něm tu pracovali ještě další tři operatéři. V roce 1883 vznikl pod hlavičkou ateliéru soubor záběrů z atmosféry pouti Fidlovačka. Nelze vyloučit, že autorem záběrů byl tehdy sedmnáctiletý nejstarší syn Josef Fiedler.
Anna Fiedlerová se úředně vedení fotoateliéru vzdala dne 12. července 1893.
Od roku 1919, kdy Anna Fiedlerová zemřela, v rodinné tradici pokračoval jejich nejstarší syn Josef. Ten po vyučení na obchodní škole pracoval více než rok ve fotografickém ateliéru v Drážďanech. V roce 1893 převzal vedení rodinného podniku a působil zde až do roku 1921.

### Rodinný život
Roku 1865 se Anna Janková ve Dvoře Králové provdala za fotografa Hynka Fiedlera (který též pocházel ze Dvora Králové). Manželé Fiedlerovi měli tři syny a tři děti.

## Galerie

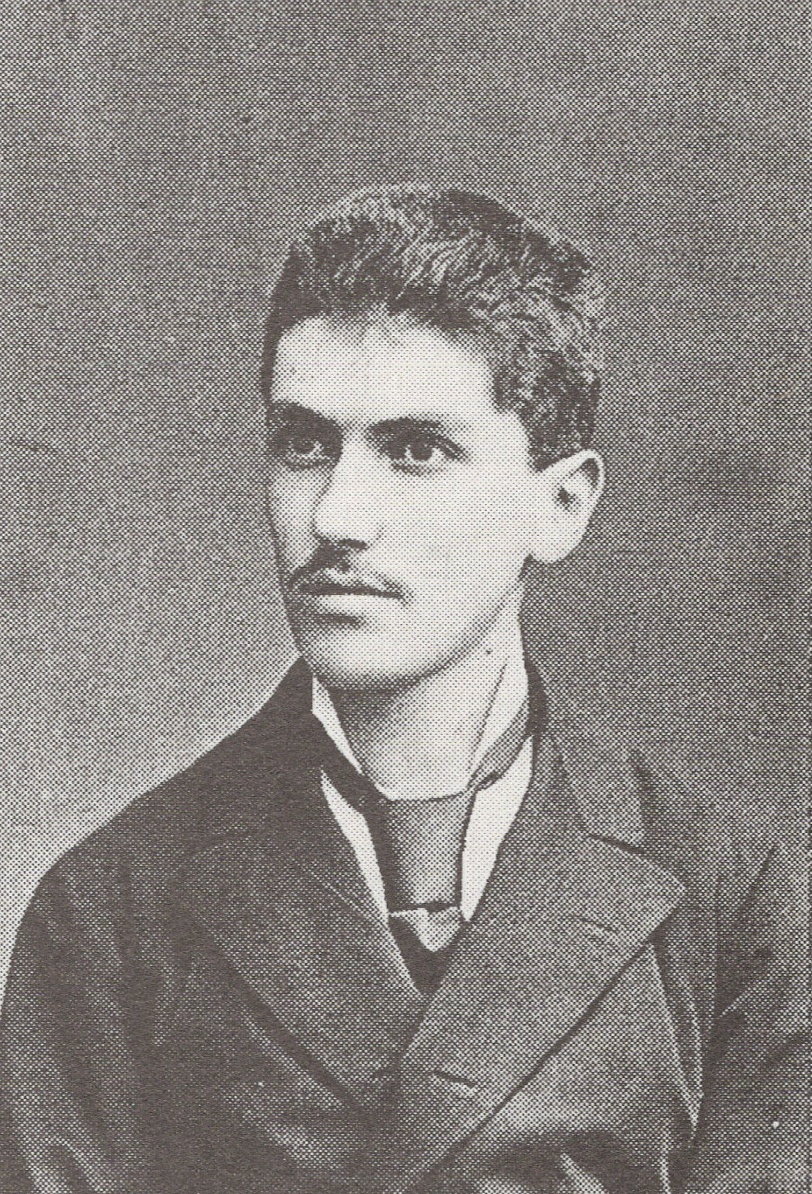
Anna Fiedlerová: Georg Alexander Pick, Das Fotoalbum für Weierstraß 039
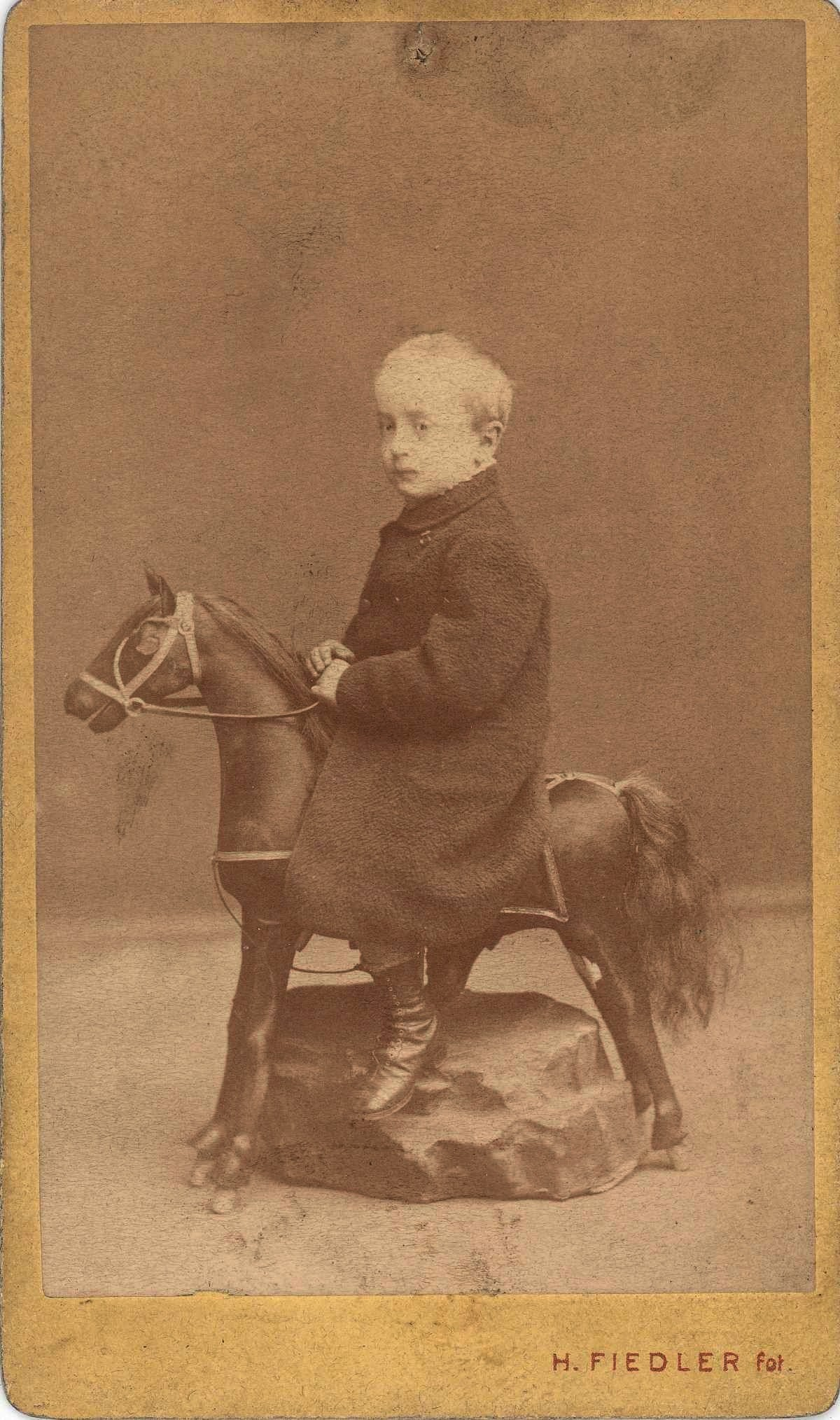
Hynek Fiedler: Portrét jednoho z dětí Hynka a Anny Fiedlerových
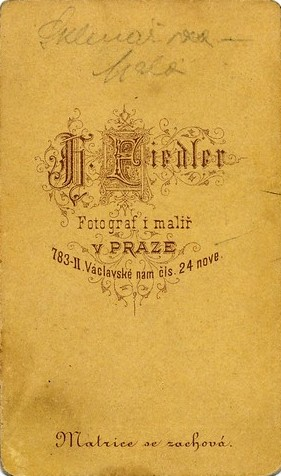
Rub černobílé vizitkové fotografie Hynka Fidlera, karton